# ولیکا شتانگا
ولیکا شتانگا (اسلوونیایی: Velika Štanga) یک زیستگاه انسانی در اسلوونی است که در Lower Carniola واقع شده‌است.

## خصوصیات
ولیکا شتانگا ۲٫۸۷ کیلومترمربع مساحت و ۹۴ نفر جمعیت دارد و ۵۱۵٫۸ متر بالاتر از سطح دریا واقع شده‌است.